# Micrurapteryx tortuosella
Micrurapteryx tortuosella là một loài bướm đêm thuộc họ Gracillariidae. Nó được tìm thấy ở Kyrgyzstan và Tajikistan.
Ấu trùng ăn Lathyrus species (bao gồm Lathyrus odoratus), Medicago species (bao gồm Medicago sativa) và Melilotus species. Chúng ăn lá nơi chúng làm tổ.Tổ có dạng đốm.